# Droite graduée

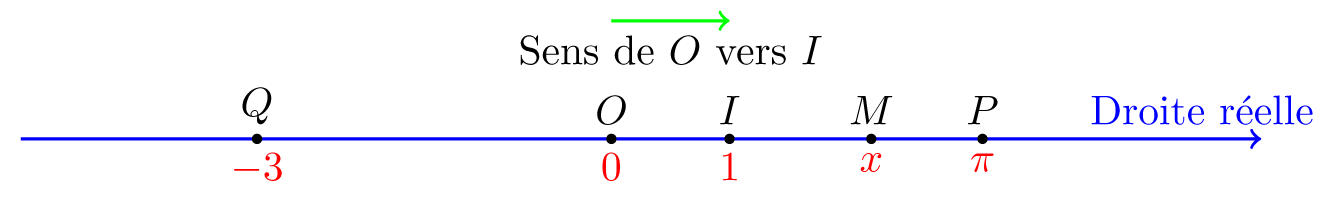
Axe gradué, les nombres –3, 0, 1 et π étant placés, ainsi qu'un inconnu x compris entre 1 et π.

Une droite graduée est un repère dans un plan.
En enseignement des mathématiques, une droite graduée (ou axe gradué) est une abstraction d'une règle, de longueur infinie. Elle permet de placer et ordonner des nombres réels en appréciant leurs distances relatives. Elle permet aussi de visualiser des intervalles et leur intersection ou leur réunion, notamment pour traduire ces ensembles sous forme d’inégalités.
L’axe est en général tracé horizontalement avec une orientation de la gauche vers la droite, c’est-à-dire que les nombres placés le long de cet axe se lisent dans l’ordre croissant.
La graduation peut être marquée en chaque valeur entière ou selon une subdivision adaptée. Elle peut aussi suivre une échelle logarithmique pour placer plus lisiblement des valeurs d’ordre de grandeur très disparate.